# Bagshot
Bagshot é uma pequena aldeia no sudeste da Inglaterra. Está situado no canto noroeste dentro do Condado de Surrey, município distrito, perto da fronteira com Berkshire.
A aldeia está situada a 43 km a sudoeste de Londres.